# Чамік Голдскло
Чамік Голдскло (англ. Chamique Holdsclaw, 9 серпня 1977) — американська баскетболістка.
Олімпійська чемпіонка 2000 року.
Чемпіонка світу 1998 року.